# 哈克尼唐斯站
哈克尼唐斯站（英語：Hackney Downs railway station）是位於倫敦東北部哈克尼區的一個車站。哈克尼唐斯站現在是倫敦地上鐵和大盎格利亞的車站，位於倫敦第2收費區。 

## 外部連結
维基共享资源上的相關多媒體資源：哈克尼唐斯站